# HQ-05

Tàu quét mìn HQ-05 thuộc biên chế của Hải quân nhân dân Việt Nam. Tàu được đóng tại Hoa Kỳ chuyển giao cho Hải quân Việt Nam Cộng Hòa. Khi Sự kiện 30 tháng 4 năm 1975 xảy ra, tàu đang trong thời gian sửa chữa nên được Quân đội nhân dân Việt Nam trưng dụng lại.

## Tham gia chiến tranh biên giới Tây Nam
Đêm 6 tháng 1 năm 1979, khi Lữ đoàn Hải quân đánh bộ 126 đổ bộ vào bãi biển Tà Lơn, thì các biên đội tàu chiến của Hạm đội 171 đang chốt giữ ở sườn Tây, ngăn chặn lực lượng Khmer Đỏ theo các luồng Phú Dự, Hòn Nước, bắc Gành Dầu tạt sườn.
Hạm đội 171 sử dụng hai biên đội 1 và 2 để khóa chặt hai cảng Ream và Kampong Som của Khmer Đỏ. Biên đội 1 đóng ở cách hòn Tây Nam 6,2 hải lý về phía nam, gồm 4 tàu: HQ-01, HQ-03 và hai tàu tuần tiễu K-62 số hiệu T-197, T-205. Biên đội 1 có nhiệm vụ pháo kích vào quân cảng Ream của Khmer Đỏ, gây hoang mang và nghi binh vị trí đổ bộ cho ữ đoàn Hải quân đánh bộ 126, đồng thời sẵn sàng chi viện cho biên đội 2.
Biên đội 2 gồm 6 tàu: HQ-05, HQ-07, ba tàu tuần tiễu K-62 số hiệu T-199, T-203 và T-215, một tàu tuần tiễu PGM-9 số hiệu T-613. Điểm đặc biệt là một số tàu chiến còn mang theo các giàn pháo phản lực H-12 (pháo phản lực hạng nhẹ 12 nòng 107mm) để tăng cường thêm hỏa lực.
Căn cứ trên lực lượng hiện có, ban chỉ huy Biên đội 2 quyết định chia lực lượng thành ba nhóm tàu.
Hai tàu HQ-05 và HQ-07 có nhiệm vụ chốt chặn, dùng radar quan sát phát hiện địch từ xa, thông báo mục tiêu cho pháo ở Gành Dầu bắn chặn.
Tàu tuần tiễu T-199 được lệnh đi trinh sát vũ trang, sau đó phối hợp cùng tàu T-613 chốt chặn cách phía nam quân cảng Ream khoảng 3 km, sẵn sàng phối hợp với hai tàu HQ-05, HQ-07 đánh Khmer Đỏ từ Ream ra.
Hai tàu tuần tiễu T-203, T-215 chốt chặn cửa luồng Phú Dự-Hòn Nước, không để Khmer Đỏ lọt sang phía đông.
Trong khi đó, lực lượng hải quân Khmer Đỏ cũng rất mạnh. Ở cảng Ream có 6 tàu phóng lôi loại 123K, 4 tàu tuần tiễu K-62 và từ 4-6 tàu PCF. Hỏa lực trên bờ có 4 khẩu pháo 130mm, 4 khẩu lựu pháo 105mm, 6 khẩu pháo cao xạ 100mm, 6 khẩu pháo xạ 57mm và 6 khẩu pháo cao xạ 37mm.
Tại Phú Dự, Hòn Nước có hai tàu tuần tiễu K-62, hai tàu tuần tiễu PCF và 10 thuyền chiến đấu. Ở trên bờ, tại Phú Dự địch bố trí một tiểu đoàn pháo có 4 khẩu lựu pháo 105 mm, bốn khẩu pháo cao xạ 37 mm, còn tại Hòn Nước có 4 khẩu lựu pháo 105 mm và 4 khẩu pháo cao xạ 37 mm.
Đêm 6 tháng 1 năm 1979, trong khi Lữ đoàn 126 đang triển khai đổ bộ, Biên đội 2 phát hiện hai tàu Khmer Đỏ đang tiến về phía đội hình tàu đổ bộ của Hải quân nhân dân Việt Nam. Hai tàu T-203 và T-215 lập tức nổ súng bắn vào tàu Khmer Đỏ. Đến 23 giờ 5, các tàu Hải quân nhân dân Việt Nam bắn chìm hai tàu này và bắn cháy một tàu khác, buộc Khmer Đỏ phải rút lui. Đến 1 giờ 30, sáng ngày 7 tháng 1 năm 1979, Khmer Đỏ tung 5 tàu chiến từ quân cảng Ream định bất ngờ tập kích Hải quân nhân dân Việt Nam. Do ban đêm tầm nhìn kém, nên các tàu chiến của Việt Nam chờ tàu Khmer Đỏ vào gần ở cự li khoảng 500 m mới nổ súng tập trung tiêu diệt. Thực hiện đúng kế hoạch hiệp đồng tác chiến, hai tàu HQ-05 và HQ-07 bắn chìm một tàu Khmer Đỏ, bắn cháy thêm một tàu khác, buộc các tàu còn lại phải bỏ chạy. Cũng trong thời gian này, biên đội 1 pháo kích dữ dội quân cảng Ream, thực hiện đòn nghi binh khiến quânKhmer Đỏ hoảng loạn không xác định được hướng tấn công của Việt Nam. Tuy nhiên, sau trận chiến đấu ban đêm, tàu tuần tiễu T-613 cũng bị hỏng nặng, buộc phải rút về căn cứ An Thới (Phú Quốc), các tàu HQ-05, HQ-07 cũng bị hỏng nhẹ. HQ-05 bị hỏng một máy.
6 giờ 15 phút, sáng ngày 7 tháng 1 năm 1979, radar của tàu Việt Nam phát hiện 4 tàu tuần tiễu K-62 của Khmer Đỏ dàn hàng ngang lao thẳng về phía biên đội 2. Ban chỉ huy nhanh chóng nhận định: Hải quân Khmer Đỏ đã chủ quan, thấy biên đội 2 sau hai trận chiến đêm 6 tháng 1 năm 1979 vẫn nằm tại chỗ, nghĩ rằng các tàu Việt Nam đã mất sức cơ động, nên dốc toàn lực quyết đánh chìm các tàu Việt Nam. Lúc này đã là ban ngày, tầm quan sát tốt hơn, nên các tàu Hải quân nhân dân Việt Nam cũng thay đổi chiến thuật: Không chờ Khmer Đỏ lại gần nữa, mà chủ động lập đội hình, dùng các pháo lớn 100 mm, 76,2 mm bắn chặn địch từ xa, dùng pháo phản lực H-12 đánh chặn ở cự li 6–8 km, không cho tàu Khmer Đỏ áp sát để hạn chế thiệt hại. Đồng thời, hai tàu tuần tiễu T-203, T-215 sẽ là lực lượng đột kích, tiếp cận xông thẳng vào đội hình Khmer Đỏ.
Thực hiện đúng kế hoạch, 6 giờ 20 sáng, các tàu chiến của Biên đội 1 dùng pháo lớn bắn chặn đội hình tàu Khmer Đỏ ở cự li 4,3 hải lý, yểm trợ cho Biên đội 2. Hai tàu tuần tiễu T-197 và T-205 xông thẳng vào đội hình địch, sử dụng pháo 37 mm và 25 mm để đánh Khmer Đỏ. Về phía Biên đội 2, hai tàu HQ-05, HQ-07 cũng dùng pháo 76,2 mm bắn chặn Khmer Đỏ từ xa. Đồng thời, các tàu tuần tiễu T-199, T-203, T-215 cũng lập tức cơ động xông vào tiến công Khmer Đỏ.
6h30, do bị pháo hạm tàu của Việt Nam bắn chặn, tàu Khmer Đỏ chuyển hướng về phía đông nam Ream, vận động song song, ngược chiều đội hình tàu Việt Nam. Khmer Đỏ sử dụng đội hình hàng dọc, khoảng cách giữa các tàu khoảng 200 m. Hai tàu T-203, T-215 lập tức tiếp cận, dùng pháo phản lực H-12 công kích đội hình Khmer Đỏ. Tàu T-199 cũng bắn H-12, nhưng chỉ được hai quả thì bị hỏng phích điện, phải tiếp tục dùng pháo đánh địch.
2 phút sau, được lệnh của Bộ tư lệnh hạm đội, Biên đội 2 đánh ngược chiều tàu Khmer Đỏ, Biên đội 1 lao thẳng vào công kích Khmer Đỏ. Lúc này do đội hình tàu Việt Nam lộn xộn nên gây cản trở đến việc sử dụng các pháo lớn. Tàu HQ-05 được lệnh mở rộng góc mạn để tạo điều kiện cho tàu HQ-01 đánh Khmer Đỏ. Hai tàu T-197, T-205 cũng tiến hành tiếp cận đánh chìm một tàu Khmer Đỏ đang bị thương. Tuy nhiên, do hỏa lực pháo bờ biển của Khmer Đỏ bắn quá mãnh liệt nên các tàu này phải quay trở ra.
Ngay sau đó, được sự hỗ trợ của pháo bờ biển, hải quân Khmer Đỏ đã tập trung hoả lực bắn mạnh vào tàu HQ-05, HQ-07. Tàu HQ-07 lập tức chuyển hướng về phía tây nam để tránh pháo địch, đồng thời tích cực đánh trả. Thấy tàu HQ-05 đang bị 4 tàu địch vây đánh, hai tàu T-203, T-215 lập tức xông thẳng vào đội hình địch, dùng hoả lực chế áp để cứu tàu HQ-05. Hai tàu địch trúng đạn bỏ chạy, khiến cho hai chiếc còn lại cũng phải rút lui. T-215 lập tức tăng tốc đuổi theo. Nhưng không ngờ, con tàu bất ngờ chết máy khựng lại. Hai tàu Khmer Đỏ lập tức phản công, dùng pháo 37 mm và pháo 25 mm bắn xối xả vào T-215. 4 thủy thủ hi sinh, thuyền trưởng Nguyễn Thiện Doanh, thuyền phó Đỗ Văn Thành, chính trị viên tàu Lê Đình Khuyến và hai chiến sĩ cơ điện Tạ Văn Chương, Lê Hồng Quyên cũng bị thương nặng. Tàu T-203 vội xông đến giải vây. Các tàu còn lại của Hạm đội 171 cũng tập trung hỏa lực bắn mạnh vào tàu Khmer Đỏ.
Đến 7 giờ 5, sáng ngày 7 tháng 1 năm 1979, các tàu Khmer Đỏ buộc phải rút lui vào quân cảng Ream. Tổng kết lại ba trận chiến đấu trong đêm 6, rạng sáng 7 tháng 1 năm 1979, Hạm đội 171 đã đánh chìm 3 tàu Khmer Đỏ, bắn cháy, bắn bị hư hỏng nhiều tàu khác, hoàn thành nhiệm vụ bảo vệ sườn phía Tây cho đội hình đổ bộ của Lữ đoàn Hải quân đánh bộ 126. Tính chung trong tất cả các trận đánh, Hạm đội 171 đã đánh chìm 21 tàu địch, bắn phá hủy, làm mất khả năng hoạt động 28 tàu khác.